# Vlieseline
Vlieseline is een merknaam voor een binnenvoering of vlies die op textiel wordt gestreken of vastgenaaid, om deze een bepaalde stevigheid te geven. De merknaam is dermate bekend geworden, dat deze in het algemeen gebruikt wordt voor alle soorten van versteviging of binnenvoering van textiel.
Het doel van verstevigen of binnenvoeren van textiel is om onderdelen van bijvoorbeeld kledingstukken vormvast te maken en toch soepel te houden, zodat de kleding mooier zit. Denk hierbij aan kragen, manchetten, zakkleppen en dergelijke. Ook wordt versteviging toegepast bij gordijnranden, tassen, stoffen riemen en dergelijke. Non-woven of vliesversteviging is niet geweven daarom hoeft er bij het knippen geen rekening gehouden te worden met de draadrichting. Vliesversteviging bestaat in verschillende diktes om het gebruik af te stemmen op het doel van het verstevigen en de dikte van de soort textiel die men verstevigen wil.